# 2-nitropropaan
2-nitropropaan is een organische nitroverbinding met als brutoformule C3H7NO2. Het is een kleurloze en olieachtige vloeistof.

## Toxicologie en veiligheid
De stof ontleedt bij verbranding met vorming van stikstofoxiden. Bij reactie met zuren, amines, anorganische basen en zware metaaloxiden, worden schokgevoelige verbindingen gevormd. 2-nitropropaan reageert met actieve kool, waardoor kans op brand ontstaat.